# Wereldkampioenschap rally in 2021
Het wereldkampioenschap rally in 2021 is de negenenveertigste jaargang van het wereldkampioenschap rally (officieel het FIA World Rally Championship), een kampioenschap in de autosport dat door de Fédération Internationale de l'Automobile (FIA) wordt erkend als de hoogste klasse binnen de internationale rallysport. Teams en rijders nemen deel aan elf rondes — te beginnen in Monte Carlo op 21 januari en eindigend in Japan op 14 november — van het wereldkampioenschap rally voor rijders en constructeurs.

## Kalender
Voor het jaar 2021 werden er een aantal wijzigingen doorgevoerd in de kalender. Zo verdwenen de rally's van Mexico, Duitsland, Nieuw-Zeeland, Turkije en Argentinië. Door het onzekere verloop van de wereldwijde uitbraak van het COVID-19 virus werd beslist om het aantal niet-europese wedstrijden in te perken. Om dit verlies te compenseren werden de rally's van Spanje, Estland en Kroatië aan de kalender toegevoegd.
De rally's van Zweden en Groot-Brittannië werden door de COVID-19-pandemie nog voor het seizoen geannuleerd. Om het verlies van deze rally's op te vangen, werden de Ypres Rally Belgium en de Arctic Rally Finland toegevoegd aan de kalender.
| Ronde | Datum        | Datum        | Rally naam                                  | Rally hoofdkwartier         | Rally details | Rally details | Rally details |
| Ronde | Start        | Finish       | Rally naam                                  | Rally hoofdkwartier         | Ondergrond    | Proeven       | Afstand       |
| ----- | ------------ | ------------ | ------------------------------------------- | --------------------------- | ------------- | ------------- | ------------- |
| 1     | 21 januari   | 24 januari   | 89ème Rallye Automobile de Monte-Carlo      | Gap, Hautes-Alpes           | Mix           | 15            | 279,88 km     |
| 2     | 26 februari  | 28 februari  | Arctic Rally Finland Powered by CapitalBox4 | Rovaniemi, Lapland          | Sneeuw        | 10            | 251,08 km     |
| 3     | 22 april     | 25 april     | Croatia Rally                               | Zagreb, Zagreb              | Asfalt        | 20            | 300,32 km     |
| 4     | 20 mei       | 23 mei       | 54º Vodafone Rally de Portugal              | Matosinhos, Porto           | Onverhard     | 20            | 337,51 km     |
| 5     | 3 juni       | 6 juni       | 18º Rally Italia Sardegna                   | Alghero, Sardinië           | Onverhard     | 20            | 303,10 km     |
| 6     | 24 juni      | 27 juni      | 68º Safari Rally Kenya                      | Nairobi, Nairobi County     | Onverhard     | 18            | 320,19 km     |
| 7     | 15 juli      | 18 juli      | 11. Rally Estonia                           | Tartu, Tartumaa             | Onverhard     | 24            | 319,38 km     |
| 8     | 13 augustus  | 15 augustus  | 56. Renties Ypres Rally Belgium3            | Ieper, West-Vlaanderen      | Asfalt        | 20            | 310,92 km     |
| 9     | 9 september  | 12 september | 65. Acropolis Rally Greece5                 | Lamia, Centraal-Griekenland | Onverhard     | TBC           | TBC           |
| 10    | 30 september | 3 oktober6   | 70th Rally Finland                          | Jyväskylä, Keski-Suomi      | Onverhard     | 19            | 287,11 km     |
| 11    | 14 oktober   | 17 oktober   | 56º Rally RACC Catalunya                    | Salou, Tarragona            | Asfalt        | TBC           | TBC           |
| 12    | 11 november  | 14 november  | 7º FORUM8 Rally Japan                       | Nagoya, Chūbu               | Asfalt        | TBC           | TBC           |

| 11 februari | 14 februari  | 69th Rally Sweden    | Torsby, Värmlands län          | Sneeuw    | 19  | 313,81 km | COVID-19-Pandemie1    |
| 19 augustus | 22 augustus  | 76th Rally GB        | N/B                            | N/B       | N/B | N/B       | Financiële Problemen2 |
| 9 september | 12 september | 2º Copec Rally Chile | Concepción, Concepción, Biobío | Onverhard | N/B | N/B       | COVID-19-Pandemie5    |

1 De Rally van Zweden werd nog voor aanvang van het seizoen geannuleerd vanwege de ongunstig evoluerende gezondheidssituatie, omtrent het COVID-19 virus, in het land. 
2 De Rally van Groot-Brittannië werd nog voor aanvang van het seizoen geannuleerd vanwege de onzekerheid omtrent het bekomen van de benodigde financiële middelen om de rally te kunnen organiseren. 
3 De Rally van België werd toegevoegd aan de kalender vanwege het verdwijnen van de Rally van Groot-Brittannië. 
4 De Arctic Rally Finland werd toegevoegd aan de kalender vanwege het verdwijnen van de Rally van Zweden. De rally zal 2 weken later doorgaan dan de oorspronkelijke data van de Rally van Zweden.
5 De Rally van Chili werd in maart geannuleerd naar aanleiding van de COVID-19-pandemie. De rally wordt vervangen door de Rally van Griekenland, die na 8 jaar terug op de kalender staat.
6 De Rally van Finland werd twee maanden later ingepland om het evenement te kunnen organiseren met aanwezigheid van toeschouwers.

## Teams en rijders
| World Rally Car-inschrijvingen die in aanmerking komen om punten te scoren voor de constructeur | World Rally Car-inschrijvingen die in aanmerking komen om punten te scoren voor de constructeur | World Rally Car-inschrijvingen die in aanmerking komen om punten te scoren voor de constructeur | World Rally Car-inschrijvingen die in aanmerking komen om punten te scoren voor de constructeur | World Rally Car-inschrijvingen die in aanmerking komen om punten te scoren voor de constructeur | World Rally Car-inschrijvingen die in aanmerking komen om punten te scoren voor de constructeur | World Rally Car-inschrijvingen die in aanmerking komen om punten te scoren voor de constructeur | World Rally Car-inschrijvingen die in aanmerking komen om punten te scoren voor de constructeur |
| Constructeur                                                                                    | Inschrijving                                                                                    | Auto                                                                                            | Band                                                                                            | #                                                                                               | Rijder                                                                                          | Navigator                                                                                       | Rondes                                                                                          |
| ----------------------------------------------------------------------------------------------- | ----------------------------------------------------------------------------------------------- | ----------------------------------------------------------------------------------------------- | ----------------------------------------------------------------------------------------------- | ----------------------------------------------------------------------------------------------- | ----------------------------------------------------------------------------------------------- | ----------------------------------------------------------------------------------------------- | ----------------------------------------------------------------------------------------------- |
| Ford                                                                                            | M-Sport Ford World Rally Team                                                                   | Ford Fiesta WRC                                                                                 | P                                                                                               | 3                                                                                               | Teemu Suninen                                                                                   | Mikko Markkula                                                                                  | 1-2, 5                                                                                          |
| Ford                                                                                            | M-Sport Ford World Rally Team                                                                   | Ford Fiesta WRC                                                                                 | P                                                                                               | 16                                                                                              | Adrien Fourmaux                                                                                 | Renaud Jamoul                                                                                   | 3-4                                                                                             |
| Ford                                                                                            | M-Sport Ford World Rally Team                                                                   | Ford Fiesta WRC                                                                                 | P                                                                                               | 44                                                                                              | Gus Greensmith                                                                                  | Elliot Edmondson                                                                                | 1-2                                                                                             |
| Ford                                                                                            | M-Sport Ford World Rally Team                                                                   | Ford Fiesta WRC                                                                                 | P                                                                                               | 44                                                                                              | Gus Greensmith                                                                                  | Chris Patterson                                                                                 | 3-4, 6-12                                                                                       |
| Ford                                                                                            | M-Sport Ford World Rally Team                                                                   | Ford Fiesta WRC                                                                                 | P                                                                                               | 44                                                                                              | Gus Greensmith                                                                                  | Stuart Loudon                                                                                   | 5                                                                                               |
| Hyundai                                                                                         | Hyundai Shell Mobis WRT                                                                         | Hyundai i20 Coupé WRC                                                                           | P                                                                                               | 6                                                                                               | Daniel Sordo                                                                                    | Carlos del Barrio                                                                               | 1                                                                                               |
| Hyundai                                                                                         | Hyundai Shell Mobis WRT                                                                         | Hyundai i20 Coupé WRC                                                                           | P                                                                                               | 6                                                                                               | Daniel Sordo                                                                                    | Borja Rozada                                                                                    | 4-6                                                                                             |
| Hyundai                                                                                         | Hyundai Shell Mobis WRT                                                                         | Hyundai i20 Coupé WRC                                                                           | P                                                                                               | 8                                                                                               | Ott Tänak                                                                                       | Martin Järveoja                                                                                 | 1-12                                                                                            |
| Hyundai                                                                                         | Hyundai Shell Mobis WRT                                                                         | Hyundai i20 Coupé WRC                                                                           | P                                                                                               | 11                                                                                              | Thierry Neuville                                                                                | Martijn Wydaeghe                                                                                | 1-12                                                                                            |
| Hyundai                                                                                         | Hyundai Shell Mobis WRT                                                                         | Hyundai i20 Coupé WRC                                                                           | P                                                                                               | 42                                                                                              | Craig Breen                                                                                     | Paul Nagle                                                                                      | 2-3                                                                                             |
| Hyundai                                                                                         | Hyundai 2C Competition                                                                          | Hyundai i20 Coupé WRC                                                                           | P                                                                                               | 2                                                                                               | Oliver Solberg                                                                                  | Sebastian Marshall                                                                              | 2                                                                                               |
| Hyundai                                                                                         | Hyundai 2C Competition                                                                          | Hyundai i20 Coupé WRC                                                                           | P                                                                                               |                                                                                                 | Oliver Solberg                                                                                  | Aaron Johnston                                                                                  | 6                                                                                               |
| Hyundai                                                                                         | Hyundai 2C Competition                                                                          | Hyundai i20 Coupé WRC                                                                           | P                                                                                               | 7                                                                                               | Pierre-Louis Loubet                                                                             | Vincent Landais                                                                                 | 1-3                                                                                             |
| Hyundai                                                                                         | Hyundai 2C Competition                                                                          | Hyundai i20 Coupé WRC                                                                           | P                                                                                               | 7                                                                                               | Pierre-Louis Loubet                                                                             | Florian Haut-Labourdette                                                                        | 4-5, 7-12                                                                                       |
| Toyota                                                                                          | Toyota Gazoo Racing WRT                                                                         | Toyota Yaris WRC                                                                                | P                                                                                               | 1                                                                                               | Sébastien Ogier                                                                                 | Julien Ingrassia                                                                                | 1-12                                                                                            |
| Toyota                                                                                          | Toyota Gazoo Racing WRT                                                                         | Toyota Yaris WRC                                                                                | P                                                                                               | 33                                                                                              | Elfyn Evans                                                                                     | Scott Martin                                                                                    | 1-12                                                                                            |
| Toyota                                                                                          | Toyota Gazoo Racing WRT                                                                         | Toyota Yaris WRC                                                                                | P                                                                                               | 69                                                                                              | Kalle Rovanperä                                                                                 | Jonne Halttunen                                                                                 | 1-12                                                                                            |
| World Rally Car inschrijvingen die niet in aanmerking komen voor constructeur punten            |                                                                                                 |                                                                                                 |                                                                                                 |                                                                                                 |                                                                                                 |                                                                                                 |                                                                                                 |
| Constructeur                                                                                    | Inschrijving                                                                                    | Auto                                                                                            | Band                                                                                            | #                                                                                               | Rijder                                                                                          | Navigator                                                                                       | Rondes                                                                                          |
| Citroën                                                                                         | Cyrille Féraud                                                                                  | Citroën DS3 WRC                                                                                 | P                                                                                               | 50                                                                                              | Cyrille Féraud                                                                                  | Benoît Manzo                                                                                    | 5                                                                                               |
| Citroën                                                                                         | Cyrille Féraud                                                                                  | Citroën DS3 WRC                                                                                 | P                                                                                               | 67                                                                                              | Cyrille Féraud                                                                                  | Benoît Manzo                                                                                    | 4                                                                                               |
| Ford                                                                                            | JanPro                                                                                          | Ford Fiesta WRC                                                                                 | P                                                                                               | 12                                                                                              | Janne Tuohino                                                                                   | Reeta Hämäläinen                                                                                | 2                                                                                               |
| Ford                                                                                            | M-Sport Ford World Rally Team                                                                   | Ford Fiesta WRC                                                                                 | P                                                                                               | 37                                                                                              | Lorenzo Bertelli                                                                                | Simone Scattolin                                                                                | 2, 6                                                                                            |
| Ford                                                                                            | Armando Pereira                                                                                 | Ford Fiesta WRC                                                                                 | P                                                                                               | 53                                                                                              | Armando Pereira                                                                                 | Rémi Tutelaire                                                                                  | 3                                                                                               |
| Toyota                                                                                          | Toyota Gazoo Racing WRT                                                                         | Toyota Yaris WRC                                                                                | P                                                                                               | 18                                                                                              | Takamoto Katsuta                                                                                | Daniel Barritt                                                                                  | 1-12                                                                                            |

## Resultaten en kampioenschap standen

### Seizoensverloop
| Ronde | Evenement                                | Winnende rijder  | Winnende navigator | Winnende constructeur   | Winnende tijd | WK-leider na rally | Verslag |
| ----- | ---------------------------------------- | ---------------- | ------------------ | ----------------------- | ------------- | ------------------ | ------- |
| 1     | 89ème Rallye Automobile de Monte-Carlo   | Sébastien Ogier  | Julien Ingrassia   | Toyota Gazoo Racing WRT | 2:56:33,7     | Sébastien Ogier    | Verslag |
| 2     | Arctic Rally Finland                     | Ott Tänak        | Martin Järveoja    | Hyundai Shell Mobis WRT | 2:03:49,6     | Kalle Rovanpëra    | Verslag |
| 3     | Croatia Rally                            | Sébastien Ogier  | Julien Ingrassia   | Toyota Gazoo Racing WRT | 2:51:22,9     | Sébastien Ogier    | Verslag |
| 4     | 54º Vodafone Rally de Portugal           | Elfyn Evans      | Scott Martin       | Toyota Gazoo Racing WRT | 3:38:26,2     | Sébastien Ogier    | Verslag |
| 5     | 18º Rally d'Italia Sardegna              | Sébastien Ogier  | Julien Ingrassia   | Toyota Gazoo Racing WRT | 3:19:26,4     | Sébastien Ogier    | Verslag |
| 6     | 68º KCB Safari Rally Kenya               | Sébastien Ogier  | Julien Ingrassia   | Toyota Gazoo Racing WRT | 3:18:11,3     | Sébastien Ogier    | Verslag |
| 7     | 11. Rally Estonia                        | Kalle Rovanperä  | Jonne Halttunen    | Toyota Gazoo Racing WRT | 2:51:29,1     | Sébastien Ogier    | Verslag |
| 8     | 56. Renties Ypres rally Belgium          | Thierry Neuville | Martijn Wydaeghe   | Hyundai Shell Mobis WRT | 2:30:24.2     | Sébastien Ogier    | Verslag |
| 9     | 65. Acropolis Rally Greece               | Kalle Rovanperä  | Jonne Halttunen    | Toyota Gazoo Racing WRT | 3:28:24.6     | Sébastien Ogier    | Verslag |
| 10    | 70th Neste Rally Finland                 | Elfyn Evans      | Scott Martin       | Toyota Gazoo Racing WRT | 2:19:13.7     | Sébastien Ogier    | Verslag |
| 11    | 56º Rally RACC Catalunya – Costa Daurada | Thierry Neuville | Martijn Wydaeghe   | Hyundai Shell Mobis WRT | 2:34:11.8     | Sébastien Ogier    | Verslag |
| 12    | 2021 ACI Rally Monza                     | Sébastien Ogier  | Julien Ingrassia   | Toyota Gazoo Racing WRT | 2:39:08.6     | Sébastien Ogier    | Verslag |

### Puntensysteem
- Punten worden uitgereikt aan de top tien geklasseerden. In het kampioenschap voor constructeurs, worden punten alleen uitgereikt aan de twee best geplaatste rijders in het klassement per constructeur en actief in een 2020-specificatie World Rally Car. Er worden ook extra punten vergeven aan de winnaars van de Power Stage, vijf voor de eerste plaats, vier voor de tweede, drie voor derde, twee voor de vierde en een voor de vijfde. Power Stage punten tellen sinds dit seizoen ook mee voor het constructeurskampioenschap.

| Positie | 1. | 2. | 3. | 4. | 5. | 6. | 7. | 8. | 9. | 10. |
| Punten  | 25 | 18 | 15 | 12 | 10 | 8  | 6  | 4  | 2  | 1   |

### Rijders
| Pos. | Rijder                  | MON | ARC | KRO | POR | ITA | KEN | EST | BEL | GRI | FIN | SPA | ITA | Pnt. |
| ---- | ----------------------- | --- | --- | --- | --- | --- | --- | --- | --- | --- | --- | --- | --- | ---- |
| 1    | Sébastien Ogier         | 1   | 205 | 1   | 3   | 14  | 14  | 43  |     |     |     |     |     | 148  |
| 2    | Elfyn Evans             | 23  | 5   | 24  | 15  | 2   | 103 | 54  |     |     |     |     |     | 111  |
| 3    | Thierry Neuville        | 34  | 3   | 3   | 362 | 31  | DNF | 32  |     |     |     |     |     | 96   |
| 4    | Kalle Rovanperä         | 42  | 21  | DNF | 224 | 253 | 62  | 15  |     |     |     |     |     | 82   |
| 5    | Ott Tänak               | DNF | 14  | 45  | 211 | 242 | 31  | 311 |     |     |     |     |     | 74   |
| 6    | Takamoto Katsuta        | 6   | 6   | 6   | 4   | 4   | 2   | DNF |     |     |     |     |     | 66   |
| 7    | Craig Breen             |     | 42  | 82  |     |     |     | 2   |     |     |     |     |     | 42   |
| 8    | Gus Greensmith          | 8   | 9   | 7   | 5   | 26  | 4   | 32  |     |     |     |     |     | 34   |
| 9    | Daniel Sordo            | 5   |     |     | 2   | 175 | 125 |     |     |     |     |     |     | 31   |
| 10   | Adrien Fourmaux         | 9   | 48  | 5   | 6   | 30  | 5   | 12  |     |     |     |     |     | 30   |
| 11   | Teemu Suninen           | DNF | 8   | 10  | 8   | 31  | WD  | 6   |     |     |     |     |     | 17   |
| 12   | Mads Østberg            |     |     | 9   | 9   | 6   |     | 10  |     |     |     |     |     | 13   |
| 13   | Jari Huttunen           |     | DNF |     |     | 5   |     | DNF |     |     |     |     |     | 10   |
| 14   | Andreas Mikkelsen       | 7   | 11  | 40  | WD  | DNF | WD  | 9   |     |     |     |     |     | 8    |
| 15   | Esapekka Lappi          |     | 10  |     | 7   |     |     |     |     |     |     |     |     | 7    |
| 16   | Yohan Rossel            | 11  |     | 14  | 14  | 7   |     |     |     |     |     |     |     | 6    |
| 17   | Oliver Solberg          | DNF | 7   |     | 11  | WD  | DNF | DNF |     |     |     |     |     | 6    |
| 18   | Pierre-Louis Loubet     | 16  | 39  | 29  | DNF | DNF | WD  | 7   |     |     |     |     |     | 6    |
| 19   | Onkar Rai               |     |     |     |     |     | 7   |     |     |     |     |     |     | 6    |
| 20   | Pepe López              |     |     |     | DNF | 8   |     | 15  |     |     |     |     |     | 4    |
| 21   | Karan Patel             |     |     |     |     |     | 8   |     |     |     |     |     |     | 4    |
| 22   | Aleksey Lukyanuk        |     |     |     |     |     |     | 8   |     |     |     |     |     | 4    |
| 23   | Jan Solans              |     |     |     | DNF | 9   |     |     |     |     |     |     |     | 2    |
| 24   | Carl Tundo              |     |     |     |     |     | 9   |     |     |     |     |     |     | 2    |
| 25   | Marco Bulacia Wilkinson | 15  |     | 12  | 12  | 10  | WD  | 11  |     |     |     |     |     | 1    |
| 26   | Nikolay Gryazin         | 12  | 12  | DNF | 10  | DNF |     | DNF |     |     |     |     |     | 1    |
| 27   | Eric Camilli            | 10  |     |     | 39  |     |     |     |     |     |     |     |     | 1    |

| Kleur  | Resultaat                             |
| ------ | ------------------------------------- |
| Goud   | Winnaar                               |
| Zilver | 2e plaats                             |
| Brons  | 3e plaats                             |
| Groen  | Gefinisht, in punten                  |
| Blauw  | Gefinisht, geen punten                |
| Blauw  | Niet geklasseerd (NC: Not classified) |
| Paars  | Niet gefinisht (DNF: Did not finish)  |
| Zwart  | Gediskwalificeerd (DSQ: Disqualified) |
| Wit    | Uitgesloten (EX: Excluded)            |
| Wit    | Trok zich terug (WD: Withdrew)        |
| Wit    | Niet gestart (DNS: Did not start)     |
| Blank  | Geannuleerd (C: Cancelled)            |
| Blank  | Uitgesteld (PP: Postponed)            |

Noot: Alleen de twee best geklasseerde rijders van een team scoren punten voor de constructeur.

### Constructeurs
| Pos. | Constructeur            | #  | MON | ARC | KRO | POR | ITA | KEN | EST | BEL | GRI | FIN | SPA | JAP | Pnt. |
| ---- | ----------------------- | -- | --- | --- | --- | --- | --- | --- | --- | --- | --- | --- | --- | --- | ---- |
| 1    | Toyota Gazoo Racing WRT | 1  | 1   | NC5 | 1   |     |     |     |     |     |     |     |     |     | 138  |
| 1    | Toyota Gazoo Racing WRT | 33 | 2   | 4   | 24  |     |     |     |     |     |     |     |     |     | 138  |
| 1    | Toyota Gazoo Racing WRT | 69 | NC2 | 21  | DNF |     |     |     |     |     |     |     |     |     | 138  |
| 2    | Hyundai Shell Mobis WRT | 6  | 45  |     |     |     |     |     |     |     |     |     |     |     | 111  |
| 2    | Hyundai Shell Mobis WRT | 8  | DNF | 1   | 4   |     |     |     |     |     |     |     |     |     | 111  |
| 2    | Hyundai Shell Mobis WRT | 11 | 34  | 3   | 3   |     |     |     |     |     |     |     |     |     | 111  |
| 2    | Hyundai Shell Mobis WRT | 42 |     | NC2 | NC2 |     |     |     |     |     |     |     |     |     | 111  |
| 3    | M-Sport Ford WRT        | 3  | DNF | 6   |     |     |     |     |     |     |     |     |     |     | 42   |
| 3    | M-Sport Ford WRT        | 16 |     |     | 5   |     |     |     |     |     |     |     |     |     | 42   |
| 3    | M-Sport Ford WRT        | 44 | 5   | 7   | 6   |     |     |     |     |     |     |     |     |     | 42   |
| 4    | Hyundai 2C Competition  | 2  |     | 5   |     |     |     |     |     |     |     |     |     |     | 28   |
| 4    | Hyundai 2C Competition  | 7  | 6   | 8   | 7   |     |     |     |     |     |     |     |     |     | 28   |

| Kleur  | Resultaat                             |
| ------ | ------------------------------------- |
| Goud   | Winnaar                               |
| Zilver | 2e plaats                             |
| Brons  | 3e plaats                             |
| Groen  | Gefinisht, in punten                  |
| Blauw  | Gefinisht, geen punten                |
| Blauw  | Niet geklasseerd (NC: Not classified) |
| Paars  | Niet gefinisht (DNF: Did not finish)  |
| Zwart  | Gediskwalificeerd (DSQ: Disqualified) |
| Wit    | Uitgesloten (EX: Excluded)            |
| Wit    | Trok zich terug (WD: Withdrew)        |
| Wit    | Niet gestart (DNS: Did not start)     |
| Blank  | Geannuleerd (C: Cancelled)            |
| Blank  | Uitgesteld (PP: Postponed)            |

Noot: Alleen de twee best geklasseerde rijders van een team scoren punten voor de constructeur.